# 아진카인텍
아진카인텍(AJIN CAR IN TECH INC.)은 대한민국의 자동차부품 기업이다.

## 사업
(주)아진카인텍 은 각종 자동차 부품, 철판, 금형제조, 무역을하는 회사다.